# Puškarić (Familienname)
Puškarić (eingedeutscht auch Puschkaritsch) ist ein kroatischer Familienname, der auch teilweise in Bosnien und Serbien vorhanden ist. Der Name entstand im 16. Jahrhundert als die Hakenbüchse im Habsburgerreich und deren Kronländer sich weiter verbreitete. Ursprünglich wurde der Nachname aus dem deutschen Wort Büchse abgeleitet und umgangssprachlich in die kroatische Sprache als „pukša“ übernommen. Auch heute noch bedeutet dieses Wort mit der Abwandlung als „puška“, wie bereits damals zuvor, Gewehr.

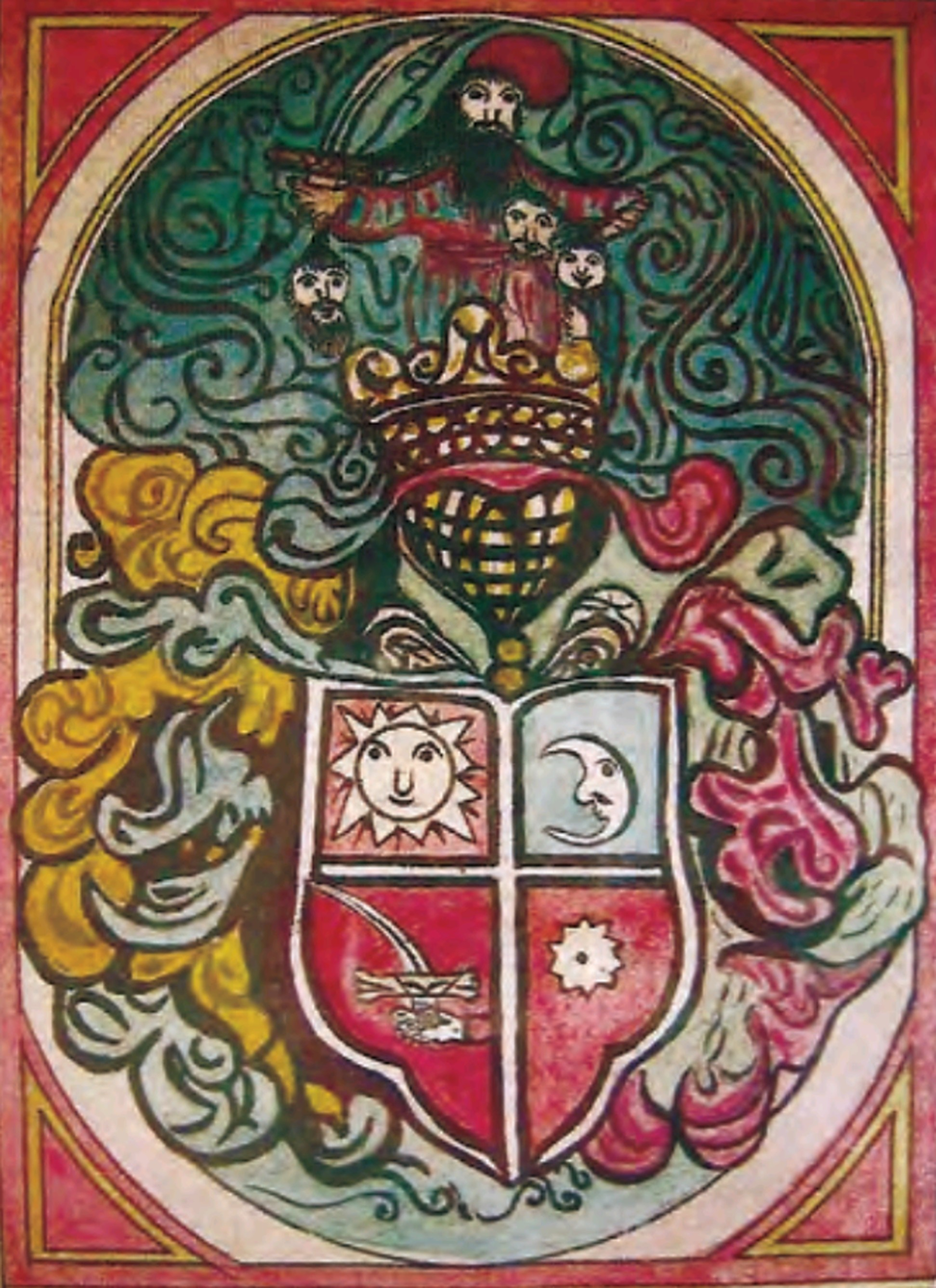
Wappen der Familie Puškarić von 1668

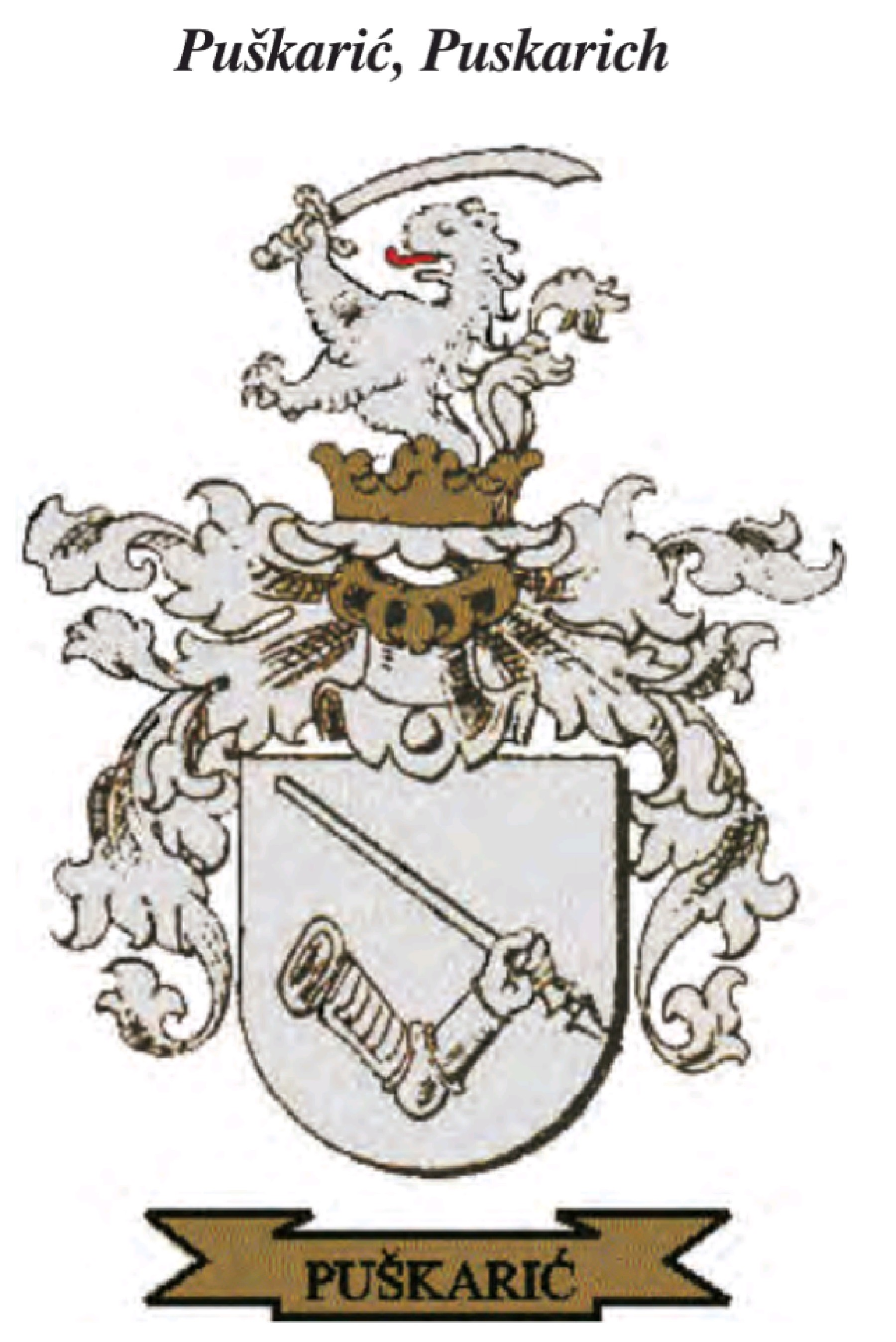
Wappen von Pavel Puškarić von 1714

## Entstehung und Bedeutung
Der Nachname entstand zunächst in der näheren Umgebung von Cazin, in der ersten Hälfte des 16. Jahrhunderts, als die Gegend von den Eroberungsfeldzügen der Osmanen heimgesucht wurde. Um der Verteidigung Stand zu halten kam auch die Hakenbüchse oder auch Stangenbüchse zum Einsatz, die Anfang des 15. Jahrhunderts aus den damaligen deutschen Ländern nach Kroatien gelangte und hier ebenfalls die Herstellung und der Umgang mit diesen Waffen begann. Die erste Erwähnung des Büchsenmeisters Grgur Pukšar, der zugleich auch ein Büchsenschütz war, erfolgte im Jahr 1549, der zu dieser Zeit in Todorovo nördlich von Cazin im heutigen Bosnien lebte. Dieser hatte das Privileg und die Kenntnisse, eine solche Waffe herzustellen und auch damit umzugehen.
Durch die kriegerischen Auseinandersetzungen und Kämpfe mit den Türken kam es zur Flucht vieler Familienmitglieder die sich in sichere Gebiete nach Kroatien absetzten, während die Verbliebenen teilweise zum Islam konvertierten.
Im 17. Jahrhundert waren die meisten Familienmitglieder Militärangehörige und nahmen an verschiedenen Schlachten gegen die Osmanen teil. Der kroatische Graf Vuk Krsto Frankopan schenkte ihnen bereits im Jahr 1630 Ländereien, an der Stelle wo auch das Dorf Puškarići westlich von Ogulin gegründet wurde, wo sich die Familienmitglieder letztendlich niederließen. Etwas später erhielten die Angehörigen des Familienclans wegen ihrer Treue zum König und des Mitwirkens im Kampf gegen die Osmanen im Jahr 1661 besondere Bürgerrechte sowie weitere Ländereien als Schenkung. In dieser Urkunde wurde erwähnt,  dass  „Vuk und Miko Puškarić und ihre Vorfahren ihre Treue und ihren Eifer uns und unserem ruhmreichen österreichischen Herzogshaus unter verschiedenen Umständen und Gelegenheiten gegenüber den Feinden des geistigen Namens an der Grenze zu Ogulin bewiesen haben.“ Im Jahr 1664 erhob Graf Petar Zrinski durch Nobilitierung der Familie und ihren Nachkommen im Namen des Königs Leopold I. in einer ausgestellten Urkunde im Jahr 1668 in Graz in den Adelsstand. Dort wird erwähnt, dass die Nachkommen von Vuk und Ivan Puškarić edle Menschen seien und als solche respektiert werden sollten.

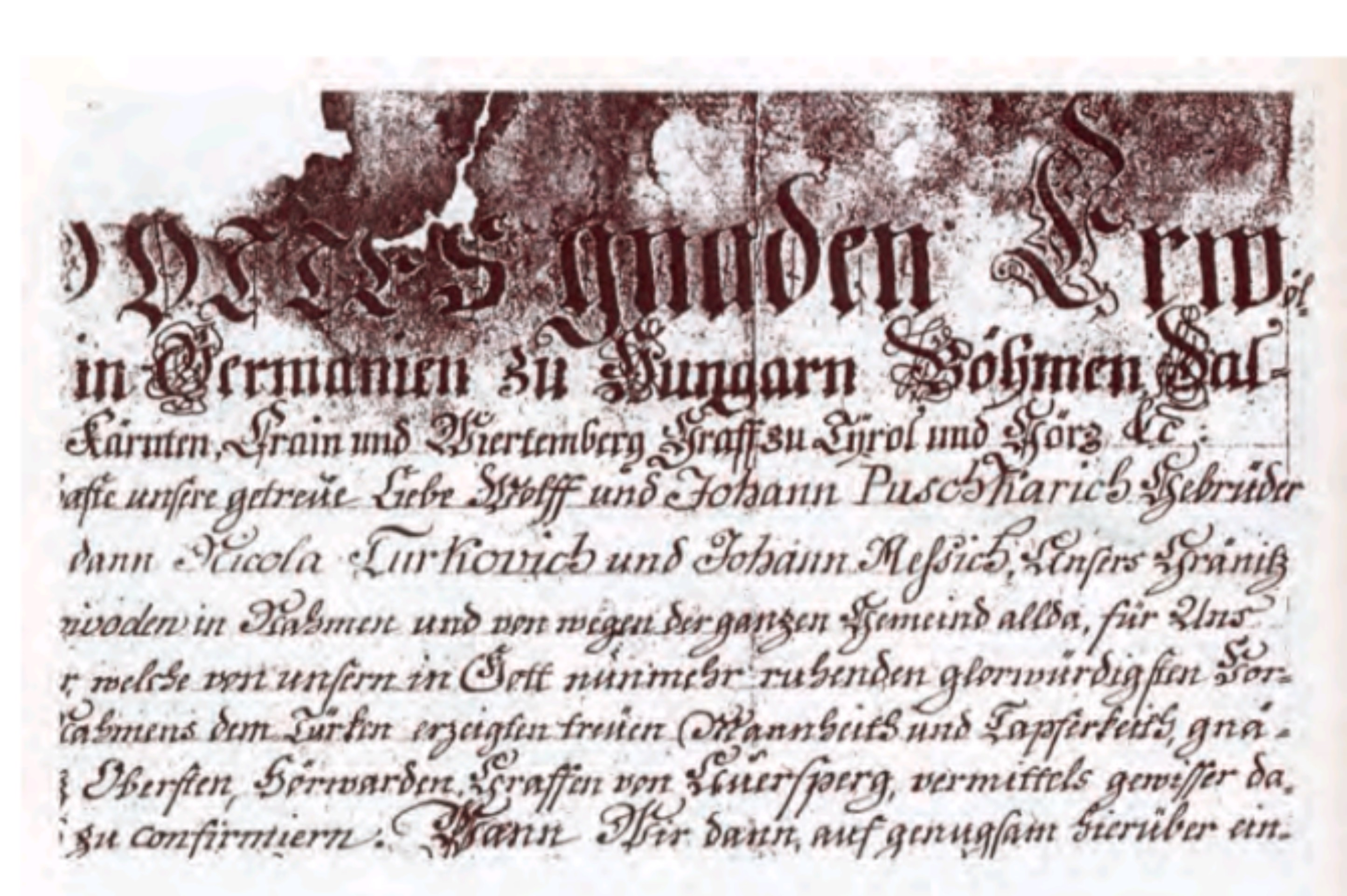
Urkunde von König Leopold I. aus dem Jahr 1668

Während der Schlacht bei Ostrožac im Jahr 1693 wurde der Bürgermeister von Oštarije Ivan Puškarić gefangen genommen. Da geforderte Lösegeldzahlungen erfolglos blieben sind seine weiteren Lebensumstände unbekannt.
Nach der Befreiung Kroatiens von den Türken im 18. Jahrhundert folgte eine große Auswanderungswelle und Familienmitglieder siedelten sich in die befreiten Gebiete an. Dabei wurden im Jahr 1715 die Siedler von Šimun und Ivan Puškarić in den Norden in das Burgenland sowie bis nach Südungarn begleitet.
Weitere Auswanderungen erfolgten bis in das 20. Jahrhundert, bei dem viele in die USA auswanderten.

## Verbreitung
In Kroatien leben heute etwa 2000 Menschen mit dem Familiennamen Puškarić in etwa 780 Haushalten in fast allen kroatischen Gespanschaften. Dabei sind sie heute eine der größten Familiengemeinschaften in Ogulin und dessen näheren Umgebung, gefolgt von Zagreb, Rijeka und Ivankovo.
Mitte des 20. Jahrhunderts waren es noch etwa 1600 Menschen mit diesem Namen, dabei ist ihre Zahl um 20 Prozent gestiegen.

## Namensträger
- Mara Puškarić-Petras (1903–1998), kroatische Malerin